# العلاقات السنغالية الكورية الشمالية
العلاقات السنغالية الكورية الشمالية هي العلاقات الثنائية التي تجمع بين السنغال وكوريا الشمالية.

## مقارنة بين البلدين
هذه مقارنة عامة ومرجعية للدولتين:
| وجه المقارنة                                              | السنغال                                              | كوريا الشمالية                        |
| --------------------------------------------------------- | ---------------------------------------------------- | ------------------------------------- |
| المساحة (كم2)                                             | 196.72 ألف                                           | 120.54 ألف                            |
| عدد السكان (نسمة)                                         | 15.85 مليون                                          | 25.49 مليون                           |
| الكثافة السكانية (ن./كم²)                                 | 80.57                                                | 211.47                                |
| العاصمة                                                   | داكار                                                | بيونغيانغ                             |
| اللغة الرسمية                                             | لغة فرنسية، اللغة الولوفية، باديارا ‏، اللغة البلنتية | لغة كوريا الشمالية القياسية ‏          |
| العملة                                                    | فرنك غرب أفريقي                                      | وون كوري شمالي                        |
| الناتج المحلي الإجمالي (بليون دولار)                      | 16.37 مليار                                          |                                       |
| الناتج المحلي الإجمالي (تعادل القوة الشرائية) بليون دولار | 36.62 مليار                                          |                                       |
| الناتج المحلي الإجمالي الاسمي للفرد دولار أمريكي          | 899                                                  |                                       |
| الناتج المحلي الإجمالي للفرد دولار أمريكي                 | 2.33 ألف                                             |                                       |
| مؤشر التنمية البشرية                                      | 0.466                                                |                                       |
| رمز المكالمات الدولي                                      | +221                                                 | +850                                  |
| رمز الإنترنت                                              | .sn                                                  | .kp                                   |
| المنطقة الزمنية                                           | 00                                                   | ت ع م+08:30، ت ع م+08:30، ت ع م+09:00 |

## منظمات دولية مشتركة
يشترك البلدان في عضوية مجموعة من المنظمات الدولية، منها:
| علم المنظمة | اسم المنظمة              | تاريخ انضمام السنغال | تاريخ انضمام كوريا الشمالية |
| ----------- | ------------------------ | -------------------- | --------------------------- |
|             | يونسكو                   | 10 نوفمبر 1960       | 18 أكتوبر 1974              |
|             | الاتحاد البريدي العالمي  | ?                    | ?                           |
|             | الأمم المتحدة            | 28 سبتمبر 1960       | 17 سبتمبر 1991              |
|             | الاتحاد الدولي للاتصالات | 15 نوفمبر 1960       | ?                           |

## وصلات خارجية
- موقع وزارة الخارجية السنغالية
- موقع وزارة الخارجية الكورية الشمالية